# 兴宁市
兴宁市是中国广东省的一个县级市，位于广东省东北部，兴宁建县于东晋咸和六年（公元331年），1994年撤县设市。素有“华侨之乡、文化之乡、足球之乡”之美誉。兴宁市现暂由地级梅州市代管，为‘省直管县财政改革示点县’，为梅州地区次中心城市，市政府駐兴田街道中山东路1号。

## 历史
东晋咸和六年（公元331年）析龙川县分置兴宁县。
南朝齐永明元年（483年）至北宋天禧三年（1019年），数次析古兴宁置齐昌县（府），辖境多次变迁。北宋熙宁四年（1071年）分设长乐县（今五华县）后，县境相对稳定。
民国二十五年（1936年）属广东省第六区行政督察专员公署，民国三十八年（1949年）初改为第九区行政督察专员公署。
1949年10月中华人民共和国成立后，属兴梅专区。1952年后属粤东行政区。1956年后属汕头专区。1958年11月，平远县并入兴宁。1961年1月，兴、平分县，县境各按原来范围。1965年6月属梅县地区。1965年，县内水口叶华大队划入梅县，此后县境稳定。
1994年6月，兴宁撤县设市（县级），由梅州市代管。

## 行政区划

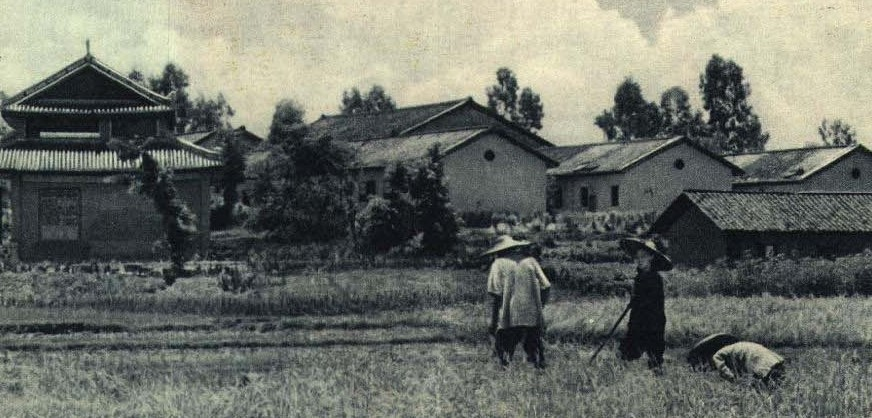
1962年兴宁横湖新村

兴宁市下辖3个街道办事处、17个镇：
兴田街道、福兴街道、宁新街道、永和镇、新圩镇、罗浮镇、罗岗镇、黄槐镇、龙田镇、石马镇、宁中镇、径南镇、坭陂镇、水口镇、黄陂镇、合水镇、大坪镇、叶塘镇、新陂镇和刁坊镇。

## 人口
2010年兴宁市常住人口为962883人。人口绝大部分（占99%以上）是操客家方言的汉族，亦有为数不多（大多数是1949年後随军政干部调动迁入）的壮、苗、蒙古、回、瑶等少数民族。
2021年末，根据公安部门统计，兴宁市户籍人口116.35万人，常住人口77.94万人。民族主要是汉族客家民系，占总人口的99.9%以上。
根據<興寧市志 >的資料，祖籍興寧市的華僑約有十萬，祖籍興寧市的港澳人士約十八萬，祖籍興寧市的臺籍人士約有二萬.

## 語言
全市通用客家语兴宁话，属于汉藏语系汉语族的一种。与周边县市相比有自己的一套語音，但与邻近县市都能够通话，与赣南，闽西的客家话也大致可以交流。
在与梅县交界的徑南鎮有少數人操梅縣話。另外在抗日戰爭時期，有大量潮汕人來興寧避難。至今市區內仍有數量相當的潮州人，他們大部份通曉潮州話和客家話，然而第三代年輕人大多已經不會講潮州話。

## 地理
兴宁市位于粤东北山丘地带，东江、韩江上游，东邻梅州梅县区，南连梅州丰顺县，西达梅州五华县、河源龙川县，北接梅州平远县和赣州寻邬县。受东北至西南走向的莲花山脉和罗浮山脉控制，地势由北西向南东倾斜，而南部则由南向北递降，南北山高，东西山低；境内最高峰为罗浮镇阳天嶂，海拔1107米，最低处为水口镇圩镇，海拔100米。南北狭长，北起阳天嶂，南至铁牛牯峰（海拔998米）直线距离100公里；东西最宽处，径心分水坳（海拔400米）至叶南筠竹坳（海拔300米）直线距离36公里。四周山岭绵亘，中部为面积302平方公里的宁江盆地（断陷盆地），是广东十大盆地之一。全市总面积2079.77平方公里，其中平原、阶地、台地占38.1%，海拔200～400米的丘陵占49.69%，海拔400米以上的山地占12.21%。总的气候特点为光热充足，雨量较丰，温暖湿润，灾害性天气较多，光、温、水地域差异明显。境内各流域年均产水总量31.93亿立方米，蒸发量15.85亿立方米，径流量13.48亿立方米，每平方公里平均产水量64.8万立方米。

### 区位交通
兴宁是粤闽赣边区域性陆路交通枢纽。广梅汕铁路、梅龙高铁和 205国道、 206国道、 355国道， 225省道、 226省道， 梅河高速公路、 兴畲高速公路、 济广高速公路、 梅汕高速均贯穿全境，西接珠三角，东连潮汕揭、海西区。全市每百平方公里公路密度为133.72公里，高速公路总通车里程64.16公里。

### 河流
兴宁北部的罗浮镇属东江流域，镇内河溪均流入东江上游的渡田河。其余28个镇属韩江流域，镇内46条河溪水流入韩江上游的梅江。宁江（古称左别溪）贯穿兴宁南北，是流域面积最大的梅江支流，北起江西寻邬荷峰畲，南至水口圩汇合梅江，全长107公里，从合水至水口主干河道长57.5公里，沿途接纳32条山溪小河，流域面积1364.75平方公里，占全市总面积的65%。

### 气候
兴宁市属于南副热带季风气候，夏季高温多雨，冬季温暖。年平均气温20.4℃，常年最热月是七月，最高温度38.3℃；常年最冷月为一月，最低温度-2.7℃。全市平均年降雨量为1540.3毫米，雨季集中在5-8月。年平均日照数为2009.8小时。

## 经济
2021年全市生产总值196.32亿元，同比增长8.8%，两年平均增长4.5%，增长率在梅州各县（市、区）中排位第一。其中：第一产业增加值52.37亿元,同比增长6.2%，两年平均增长3.9%；第二产业增加值33.50亿元，同比增长15.3%，两年平均增长2.8%；第三产业增加值110.45亿元，同比增长8.2%，两年平均增长5.9%。三次产业结构比重为26.67：17.07：56.26。

### 物产
农业以稻谷为主，兼种其它经济作物，主要有茶叶、花生、大豆、木薯、甘蔗、黄麻等。水果品种多，以龙眼、桔、橙、柚子为大宗。土特产有蓼花、桂园、奇兰茶等。2009年6月被中国经济林协会命名为“中国油茶之乡”，成为全国第17个、全省第1个“中国油茶之乡”。
境内矿产资源丰富，初步探明的矿产39种，总储量9亿吨，其中霞岚钒钛磁铁矿远景储量4.5亿吨，可开采储量2224万吨。还有丰富的无烟煤、石膏矿、硫铁矿、萤矿、石灰石矿、稀土、铀矿、钴土矿、矿泉水和地下热能等。

### 商贸
兴宁的地理位置优越，是闽粤赣三省交汇的陆路交通枢纽，是粤东北部主要商品集散地，素有“小南京”之称。
东岳宫市场始建于1988年，由一幢五层高建筑面积达2.4万平方米，设有1000多个摊位，主要经营服装、纺织品、针织品；经营种类有两万六千多种，从业人员上万人。 市场交易活跃、2006年成交额30多亿元，在东岳宫市场的带动下，周边建起了富兴市场、兴宁商业城等一系列专业市场，形成了一个以东岳宫为中心，向市区北部延伸的较大规模的市场群，社会效益和经济效益显著。
1994年被评为广东省文明集贸市场，同年被国家工商局评为全国百强集贸市场，在全国最大的50个工业品市场中排列第35位，1997年被广东省工商局评为全省“十佳文明市场”。2006年更被评为中国50大批发市场，吸引了邻近三省八十多个县（市）的客商前来经商贸易。有着丰富的市场资源。市场所在地处在粤东商贸中心—兴宁市。

## 文化
兴宁客家人继承和发扬中华民族的优良传统，创造出灿烂的地方文化，获得传扬海内外的“文化之乡”、“版画之乡”、“华侨之乡”、“足球之乡”、“商贸之乡”美誉。今又冠于 “中国民间艺术‘杯花舞’之乡”称号，是全国体育先进市、省文化先进市。

### 赏灯
区别于其他客家地区，赏灯（兴宁话“丁”同“灯”同音，通赏“丁”，一般由前一年生了男孩的家庭为出资主力举行宗族活动）只有在兴宁全境及五华部份地区才盛行。赏灯从每年正月初九开始到正月十六。一般会有几个节日围绕“赏灯”，但日程各个地方各个宗族的时间不一：“请灯”（一般初四至初八）、“升灯”（一般初六至初十）、“赏灯”（一般初九至十五）、“暖灯”（十五至二十五，有放焰火、烧烟火等说法）赏灯之俗在“文化大革命”期间曾一度被禁止，80年代以来有所恢复。
赏灯具有双重意义：一是观赏花灯，二是庆祝添丁。赏灯的高潮是“升灯”仪式，升灯时鸣放鞭炮，当晚还会组织表演，一直闹到深夜。赏丁当天有些地方会请“花灯”，人们抬着用纸做的花灯从后门走出围龙屋，然后在方圆10公里以内绕一大圈后回到围龙屋把花灯挂起来。
另外，在龙北等地有抢珠龙，龙田、合水一带有香火龙活动。

## 景點
- 神光山旅游区：是AAAA级景区，国家森林公园，位于福兴镇与刁坊镇交界处，离兴城3公里。山高约500米，原名铁旗峰，因其形似铁旗招展而得名，后相传明代探花罗孟郊少时读书见其七彩光，故改名为神光山。平时有众多市民在此登山健身，是兴宁首要旅游娱乐之地。有神光寺、墨池寺、石古大王庙和兴宁电视塔等景点，其中神光寺为佛教临济宗横山堂支流发祥地。是少见的佛教和道教名山。
- 武仙岩：位于龙田镇高陂村，相传为吕洞宾归化之所，（围边关于八仙的故事极其丰富，旁边两公里左右，还有叫属于羊岭村的“八仙亭”小村落），大炼钢铁时期前曾是粤东地区风景景观最奇特之所，其滴水岩不论旱涝，水速保持不变；武仙寺为罕见的直接使用岩洞修成，有“下辖十八洞”之称，风景秀丽宜人，没有什么商业开发，保持了原生态的人文景观，山水融为一体，民俗典故集于一身。
- 合水旅游区：位于兴宁中北部，离兴城14公里，是罗岗河和黄陂河的汇合之处，故得名，目前，合水水库正在实施加固扩容工程，工程完成后，将配套环保型生态旅游项目开发。
- 花罗墩围龙屋：位于宁新镇，计有三层，是境内较有代表性的围龙屋；
- 兴宁学宫：现为省级文物保护单位，位于兴城司前街兴民中学校园内。兴宁学宫现存的古建筑有大成殿、东西庑、泮池和棂星门、戟门等，大成殿是兴宁学宫的主体，殿内有16根花岗岩大柱，红墙黄瓦，雕梁画栋，飞檐翘角，斗拱交错，气势非凡，殿前月台下有浮雕，团龙在云海中翻腾，群幅在四周飞翔，构思严谨，工艺精美，至今完好无损，清代御颁匾额，现仅存康熙二十五年的“万世师表”一块。旁边百米处还有一古村落，“朝天围”，明代名臣文天祥曾以此招募壮勇。
- 何子渊故居：辛亥革命元老、中国现代教育奠基人何子渊其故居位于兴宁市东北部石马镇，是客家古民居“四角围龙”建筑的典型代表。国务院第三次全国文物普查将何子渊故居公告为“不可移动文物”，兴宁市“特色古民居”。2011年，辛亥革命100周年前夕，广东省政协大会提案将何子渊故居列为省级文物保护单位和广东省青少年爱国主义教育基地。
- 文峰塔：位于宁新镇。
- 兴宁潮州会馆：位于兴城镇河背街，极具潮州建筑风格，综合运用绘画、雕刻、文字作墙壁，跳手、柱梁、斗拱、托檐等构件的装饰，内容丰富，形象生动，举凡龙凤麒麟，精雕细描，栩栩如生。
- 和山岩：位于宁塘镇与永和镇交界处，因明代江南四大才子祝枝山时任齐昌（兴宁古称）知县题诗而出名。与和山水库浑然一体，以独特的天然奇景、秀丽的湖光山色和各式的休闲娱乐设施吸引众多游客，是明清以来有名的旅游胜地和山古寺，有500多年历史的文昌祠、祝王游院。
- 鸡鸣山：位于兴宁永和锦洞与新圩双头交界处，相传古有一书生居于此山，为上京赴考，每晚勤奋苦读至鸡鸣，因此得名。
- 叶南温泉：位于叶塘镇汤湖村，是兴宁闻名遐迩的“古八景”之一。温泉流量6.37公升/秒，日流量2200立方米，水温高达82℃，含丰富的碳酸氢钠、硫化氢、氡、钽、碘等10多种对人体健康有益的微量元素。
- 渡田河：位于罗浮镇，原生态风光，为东江主要水源头之一。
- 狮子岩：位于兴宁南部水口镇宋声境内，与丰顺交界处。狮子岩属广东莲花山脉，海拔889米，气势雄伟，眼望似雄狮蛰伏。虽未有完善的商业开发，但其已经是周边民众重阳登高的热门景点。
- 兴宁古城墙：位于兴田街道，大部分为明成化年间所建。2012年，兴宁古城墙被评为广东省文物保护单位。[14]